# 宋雪莹
宋雪莹（1997年12月5日—），艺名雪儿，女，山东青岛人，中国主持人，毕业于中国传媒大学，中央广播电视总台主持人。

## 生平
曾任职于腾讯体育，2023年10月参加《中央广播电视总台2023主持人大赛》，现任职于中央广播电视总台体育青少节目中心。

## 主持节目
- 《2025年中央广播电视总台六一晚会》[1]